# Mike McCready
Mike McCready (Pensacola, 5 de abril de 1966) é um músico estadunidense, guitarrista da banda Pearl Jam. Foi apresentado por  Chris Cornell (Soundgarden) aos integrantes do extinto  Mother Love Bone, Stone Gossard e Jeff Ament no projeto de Cornell, Temple of the Dog e convidando para ingressar na banda após alguns de seus membros terem assistido uma apresentação sua, na qual além de ter tocado muito bem, se lamentava de não ter equipamento próprio. Suas principais influências são Jimi Hendrix e Stevie Ray Vaughan. Tocou nas bandas Warrior/Shadow (1978 a 1988) e Temple of The Dog (1990 a 2016). Ingressou no Pearl Jam em 1990.

## Projetos paralelos
Paralelamente ao Pearl Jam, McCready  também colaborou nos seguintes projetos:
- Temple of the Dog (1990-2016): Grupo que reunia os membros do Pearl Jam e Soundgarden
- Mad Season (1994): Grupo do qual também fez parte Layne Staley do Alice in Chains e dois membros da banda Screaming Trees
- The Rockfords (1999 até hoje): Além da guitarra, também assina duas letras do primeiro álbum da banda (Flashes e Distress).
- Stillwater (2000): Banda fictícia formada para o filme Quase Famosos de Cameron Crowe.
- Teve participações com a banda Mongol de Folk Metal Hanggai.
- Participou do disco Uma Estrela Misteriosa Revelará o Segredo, do músico brasileiro Nando Reis.

## Discografia
| Ano  | Grupo                                                                 | Titulo | Gravadora                 | Faixas                                          |
| ---- | --------------------------------------------------------------------- | --- | ------------------------- | ----------------------------------------------- |
| 1991 | Temple of the Dog                                                     | Temple of the Dog | A&M                       | Todas                                           |
| 1991 | Pearl Jam                                                             | Ten | Epic                      | Todas                                           |
| 1992 | Pearl Jam                                                             | Stanley, Son of Theodore: Yet Another Alternative Music Sampler                                                      | Epic/Columbia             | "Alive" (Live)                                  |
| 1992 | Pearl Jam                                                             | Singles: Original Motion Picture Soundtrack                                                                          | Epic                      | "Breath" e "State of Love and Trust"            |
| 1993 | Pearl Jam                                                             | Sweet Relief: A Benefit for Victoria Williams                                                                        | Thirsty Ear/Chaos         | "Crazy Mary" (com Victoria Williams)            |
| 1993 | Eddie Vedder and Mike McCready                                        | The 30th Anniversary Concert Celebration: Bob Dylan Tribute                                                          | Sony                      | "Masters of War" (Live)                         |
| 1993 | Pearl Jam                                                             | In Defense of Animals                                                                                                | Restless                  | "Porch"                                         |
| 1993 | Pearl Jam                                                             | Vs. | Epic                      | Todas                                           |
| 1993 | M.A.C.C. (Mike McCready, Jeff Ament, Matt Cameron, and Chris Cornell) | Stone Free: A Tribute to Jimi Hendrix                                                                                | Reprise/WEA               | "Hey Baby (Land Of The New Rising Sun)"         |
| 1994 | Pearl Jam                                                             | Vitalogy | Epic                      | Todas excepto "Bugs"                            |
| 1995 | Mad Season                                                            | Above | Columbia Records          | Todas                                           |
| 1995 | Pearl Jam                                                             | The Basketball Diaries: Original Motion Picture Soundtrack                                                           | Island                    | "Catholic Boy" (w/ Jim Carroll and Chris Friel) |
| 1995 | Neil Young                                                            | Mirror Ball | Reprise Records           | Todas                                           |
| 1995 | Mad Season                                                            | Working Class Hero: A Tribute to John Lennon                                                                         | Hollywood Records         | "I Don't Wanna Be A Soldier"                    |
| 1996 | Mad Season                                                            | Bite Back: Live At Crocodile Cafe                                                                                    | PopLlama                  | "River of Deceit" (Live)                        |
| 1996 | Pearl Jam                                                             | Home Alive: The Art of Self Defense                                                                                  | Epic                      | "Leaving Here"                                  |
| 1996 | Goodness w/ Mike McCready (as Petster)                                | Schoolhouse Rock! Rocks                                                                                              | Rhino/WEA                 | "Electricity, Electricity"                      |
| 1996 | $10,000 Gold Chain                                                    | The Cable Guy: Soundtrack                                                                                            | Sony                      | "Oh! Sweet Nuthin'"                             |
| 1996 | Screaming Trees                                                       | Dust | Epic                      | "Dying Days"                                    |
| 1996 | Pearl Jam                                                             | M.O.M., Vol. 1: Music for Our Mother Ocean                                                                           | Interscope                | "Gremmie Out of Control"                        |
| 1996 | Pearl Jam                                                             | No Code | Epic                      | Todas                                           |
| 1996 | Pearl Jam                                                             | Hype!: The Motion Picture Soundtrack                                                                                 | Sub Pop                   | "Not For You" (Live from Self-Pollution Radio)  |
| 1997 | Tuatara                                                               | Breaking the Ethers                                                                                                  | Epic Records              | "The Getaway"                                   |
| 1997 | Mark Eitzel                                                           | West | Warner Bros. Records      | "Fresh Screwdriver"                             |
| 1997 | The Minus 5                                                           | The Lonesome Death of Buck McCoy                                                                                     | Hollywood Records         | Some                                            |
| 1997 | Brad                                                                  | Interiors | Sony                      | "The Day Brings"                                |
| 1997 | Eddie Vedder and Mike McCready                                        | Tibetan Freedom Concert                                                                                              | Capitol                   | "Yellow Ledbetter" (Live)                       |
| 1997 | Pearl Jam                                                             | The Bridge School Concerts, Vol. 1                                                                                   | Reprise                   | "Nothingman" (Live)                             |
| 1998 | Pearl Jam                                                             | Yield | Epic                      | Todas excepto "●"                               |
| 1998 | Pearl Jam                                                             | Chicago Cab: Soundtrack                                                                                              | Loose Groove              | "Who You Are" and "Hard to Imagine"             |
| 1998 | Pearl Jam                                                             | Live on Two Legs | Epic                      | Todas                                           |
| 1999 | Pearl Jam                                                             | No Boundaries: A Benefit for the Kosovar Refugees                                                                    | Epic                      | "Last Kiss" and "Soldier of Love"               |
| 1999 | Pearl Jam                                                             | M.O.M., Vol. 3: Music for Our Mother Ocean                                                                           | Hollywood                 | "Whale Song"                                    |
| 1999 | Pearl Jam                                                             | Movie Music: The Definitive Performances (Also part of the box set, Sony Music 100 Years: Soundtrack for a Century.) | Columbia/Epic/Legacy      | "State of Love and Trust"                       |
| 1999 | Pearl Jam                                                             | Rock: Train Kept a Rollin' (Also part of the box set, Sony Music 100 Years: Soundtrack for a Century.)               | Sony                      | "Black"                                         |
| 2000 | Pearl Jam                                                             | Wild and Wooly: The Northwest Rock Collection                                                                        | Sub Pop                   | "Even Flow" (Live)                              |
| 2000 | The Rockfords                                                         | Down to You: Soundtrack                                                                                              | Sony                      | "Silver Lining"                                 |
| 2000 | The Rockfords                                                         | The Rockfords | Sony                      | Todas                                           |
| 2000 | Pearl Jam                                                             | Binaural | Epic                      | Todas excepto "Soon Forget"                     |
| 2000 | Stillwater                                                            | Almost Famous: Soundtrack                                                                                            | DreamWorks                | Todas                                           |
| 2000 | Pearl Jam                                                             | European Bootlegs | Epic                      | Todas                                           |
| 2001 | Pearl Jam                                                             | North American Bootlegs, Volume 1                                                                                    | Epic                      | Todas                                           |
| 2001 | Pearl Jam                                                             | North American Bootlegs, Volume 2                                                                                    | Epic                      | Todas                                           |
| 2001 | Pearl Jam                                                             | Substitute: Songs from the Who                                                                                       | Edel Music                | "The Kids Are Alright" (Live)                   |
| 2001 | Eddie Vedder and Mike McCready w/ Neil Young                          | America: A Tribute to Heroes                                                                                         | Interscope Records        | "Long Road" (Live)                              |
| 2002 | The Wallflowers                                                       | Red Letter Days | Interscope Records        | Some                                            |
| 2002 | Pearl Jam                                                             | Riot Act | Epic                      | Todas excepto "Arc"                             |
| 2003 | Pearl Jam                                                             | 2003 Bootlegs (Australia, Japan, and North America)                                                                  | Epic                      | Todas                                           |
| 2003 | Mike McCready, Stone Gossard, Cole Peterson, and Chris Friel          | Live From Nowhere Near You                                                                                           | Funkhead Music            | "Powerless"                                     |
| 2003 | Pearl Jam                                                             | Lost Dogs | Epic                      | Todas excepto "Strangest Tribe" and "Drifting"  |
| 2003 | Pearl Jam                                                             | Big Fish: Music from the Motion Picture                                                                              | Sony                      | "Man of the Hour"                               |
| 2003 | The Rockfords                                                         | Live Seattle, WA 12/13/03                                                                                            | Kufala Recordings         | Todas                                           |
| 2004 | Pearl Jam                                                             | Hot Stove, Cool Music, Vol. 1                                                                                        | Fenway Recordings         | "Bu$hleaguer" (Live)                            |
| 2004 | Heart                                                                 | Jupiter's Darling | Sovereign                 | "I'm Fine"                                      |
| 2004 | Pearl Jam                                                             | Riding Giants: Soundtrack                                                                                            | Milan                     | "Go"                                            |
| 2004 | Pearl Jam                                                             | Live at Benaroya Hall                                                                                                | BMG                       | Todas                                           |
| 2004 | Pearl Jam                                                             | Songs and Artists that Inspired Fahrenheit 9/11                                                                      | Epic/Sony Music Soundtrax | "Masters of War" (Live)                         |
| 2004 | Pearl Jam                                                             | For the Lady | Rhino/WEA                 | "Better Man" (Live)                             |
| 2004 | Pearl Jam                                                             | Rearviewmirror: Greatest Hits 1991-2003                                                                              | Epic                      | Todas                                           |
| 2005 | Screaming Trees                                                       | Ocean of Confusion: Songs of Screaming Trees 1989-1996                                                               | Epic                      | "Dying Days"                                    |
| 2006 | Pearl Jam                                                             | Pearl Jam | J Records                 | Todas excepto "Wasted Reprise"                  |
| 2006 | Pearl Jam                                                             | Live at Easy Street                                                                                                  | J Records                 | Todas                                           |
| 2006 | Peter Frampton                                                        | Fingerprints | A&M                       | "Black Hole Sun" e "Blowin' Smoke"              |
| 2007 | Pearl Jam                                                             | Surf's Up: Music from the Motion Picture                                                                             | Sony                      | "Big Wave"                                      |
| 2007 | Pearl Jam                                                             | Live at the Gorge 05/06                                                                                              | Monkey Wrench             | Todas                                           |
| 2016 | Nando Reis                                                            | Jardim-Pomar | Relicário                 | Não especificado                                |